# دو تا برای جاده (فیلم)
دو تا برای جاده (انگلیسی: Two for the Road) فیلمی در ژانر کمدی رمانتیک به کارگردانی استنلی دانن است که در سال ۱۹۶۷ منتشر شد.

## خلاصه داستان
«جوانا» عضو گروه کر و «مارک» آرشیتکت است. آنها همدیگر را برای اولین بار در سفری به اروپا ملاقات می‌کنند. فیلم زندگی مشترک آنها را تعقیب می‌کند…

## بازیگران
- آلبرت فینی
- آدری هپبورن
- ویلیام دنیلز
- النور برون
- کلود دوفا
- نادیا گرای
- ژاکلین بیسه
- جودی کرنول

## جوایز
این فیلم کاندیدای ۱ اسکار (کاندیدای اسکار بهترین نویسندگی) در سال ۱۹۶۸ شد.